# Chiesa di Sant'Agostino (Modena)
La chiesa di Sant'Agostino è un edificio religioso di Modena, affacciato sull'omonimo largo, si trova nella parte occidentale del centro storico, delimitata da viale Vittorio Veneto e viale Berengario. Di proprietà del comune di Modena, è stata concessa in uso alla parrocchia di Sant'Agostino e San Barnaba.

## Storia

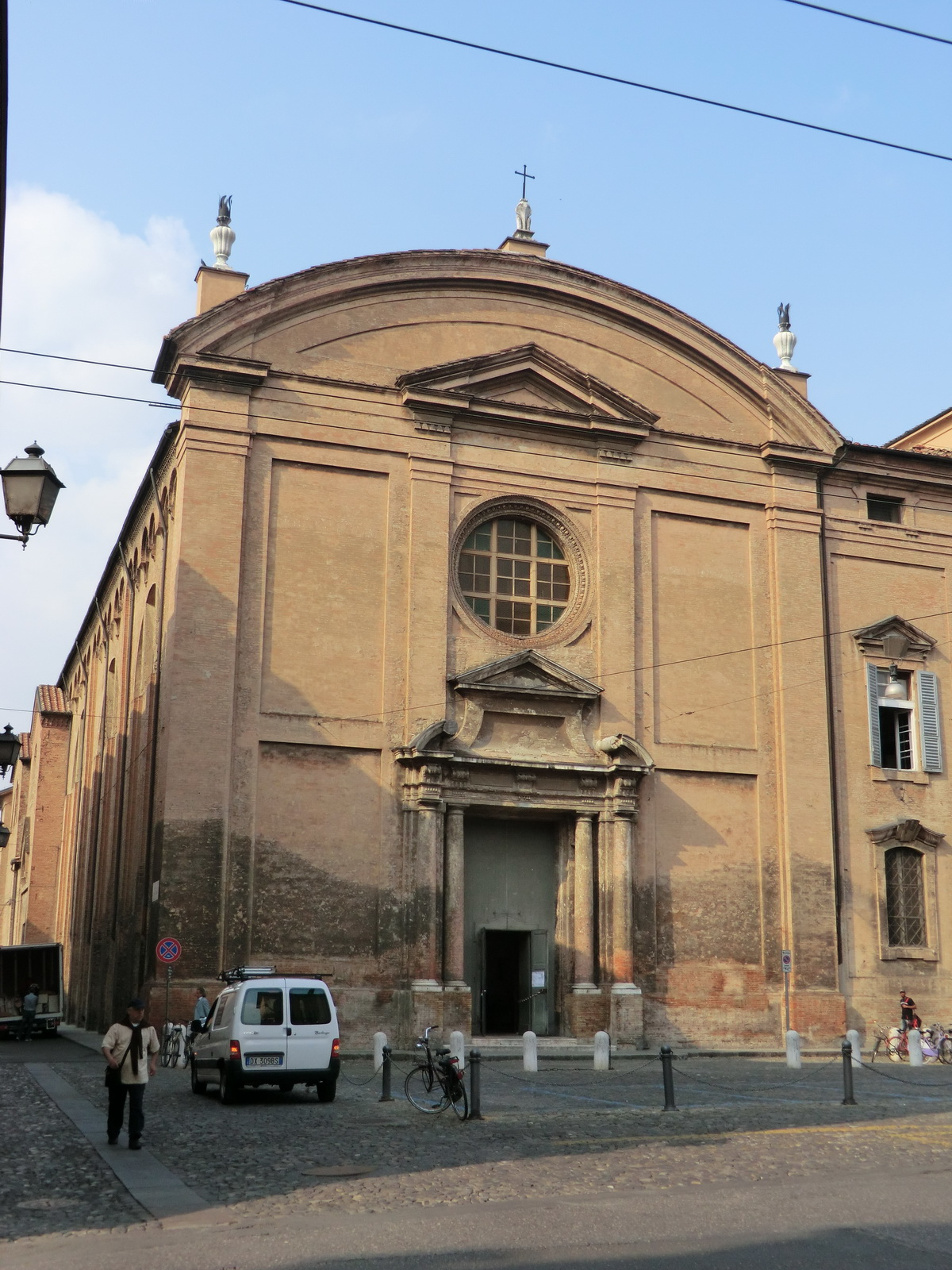
Esterno

L'impianto primitivo della Chiesa di Sant'Agostino risale ad un complesso religioso dei Frati Eremitani di regola agostiniana, edificato a partire dal 1292: un fabbricato dal taglio austero, dalle tipiche forme conventuali, con un'unica aula priva di transetto, coperta da un tetto a capriate, illuminata da un rosone sulla facciata e da alte finestre sui lati, tuttora visibili dall'esterno. Questa struttura originaria è stata profondamente modificata nel Seicento quando il duca Alfonso IV d'Este, in occasione della morte del padre, Francesco I, decise di trasformare l'edificio nel pantheon di Casa d'Este. L’aspetto attuale della chiesa risale quindi alla seconda metà del Seicento. I lavori iniziarono nel 1660 e, dopo la morte di Alfonso IV, nel 1662, proseguirono sotto la direzione della duchessa Laura Martinozzi, che, per completare i lavori, chiese anche un contributo alla comunità modenese. La chiesa venne consacrata e riaperta al culto il 12 ottobre 1670. Danneggiata dal terremoto del 2012, la chiesa è stata recentemente restaurata e riaperta al pubblico. Fa parte dell'itinerario di visita di AGO Modena Fabbriche Culturali, che comprende anche l'adiacente Palazzo dei Musei e, dall'altra parte di Largo Sant'Agostino, l'ex ospedale Sant'Agostino, con la sua farmacia storica ed il teatro anatomico, tutti di epoca settecentesca.

## Descrizione

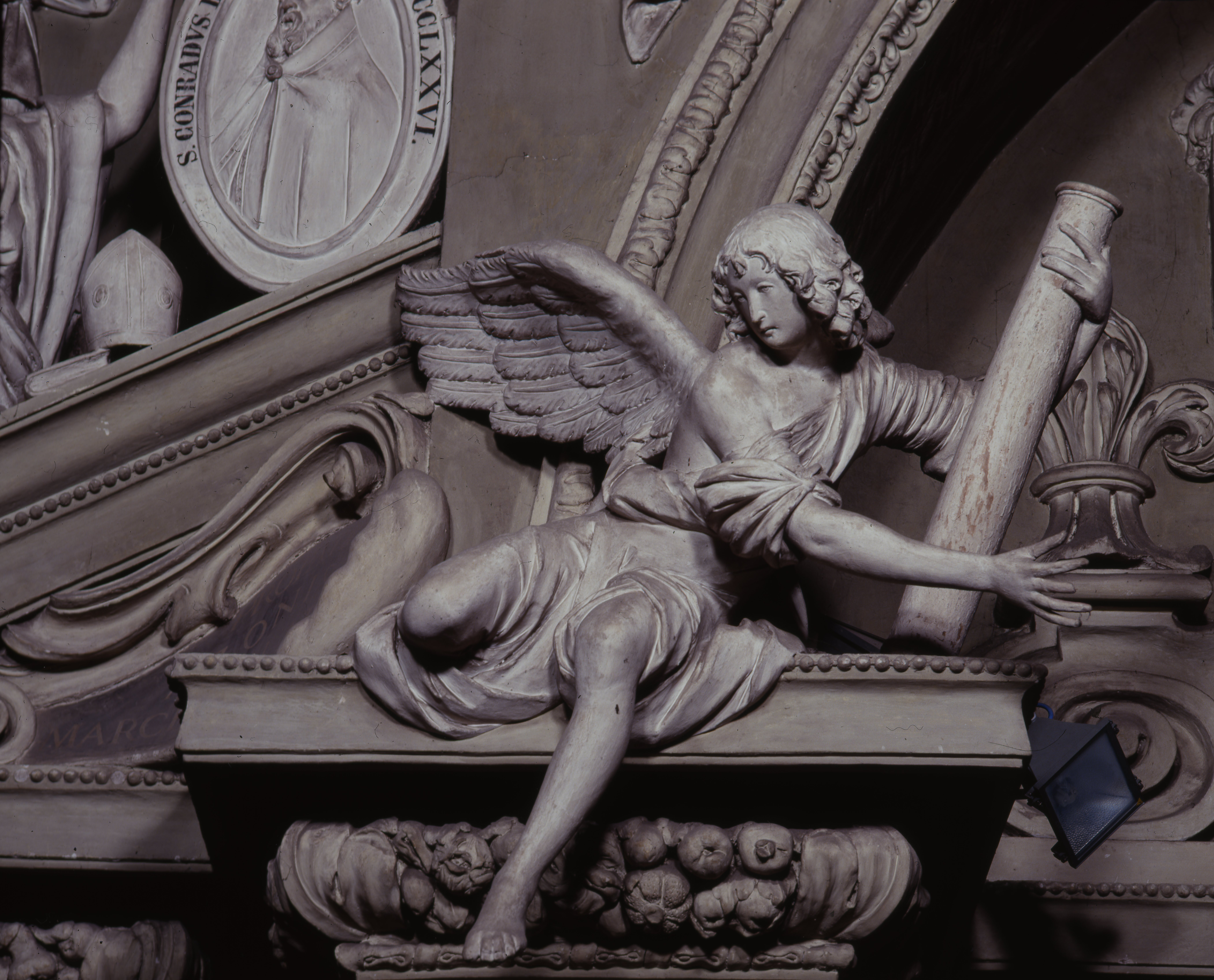
Particolare della decorazione scultorea

La navata unica si contraddistingue per la ricca decorazione di stucchi e per il pregevole soffitto a cassettoni, che raffigura l'Apoteosi di alcuni Santi. Gli affreschi sono opera di Sigismondo Caula e di Francesco Stringa. A partire dall'ingresso della chiesa si susseguono Santa Margherita di Ungheria, Gloria di Sant'Enrico imperatore, la Beata Beatrice d'Este al cospetto di Cristo, Cristo in gloria affiancato dalla Vergine e da Sant'Agostino, San Benedetto da Norcia e gloria di San Domenico di Guzman. Nella prima cappella a destra è collocato il gruppo scultoreo in terracotta della Deposizione dalla Croce eseguito da Antonio Begarelli per la Compagnia di San Bernardino che aveva il proprio oratorio nei pressi. Al secondo altare è conservato la tela con il San Michele Arcangelo di Giacomo Zoboli (1734). Tra le opere più antiche, testimoni delle origini trecentesche della chiesa, è l'affresco della Madonna della Consolazione di Tommaso da Modena, che ritrae Maria nell'atto di allattare il Bambino. Nel sottotetto, che è possibile visitare, è visibile l’intera struttura di supporto, costituita da alcune centinaia di pendini in legno inchiodati alle travi del tetto a sostegno dei cassettoni che compongono il soffitto.

### Organo a canne

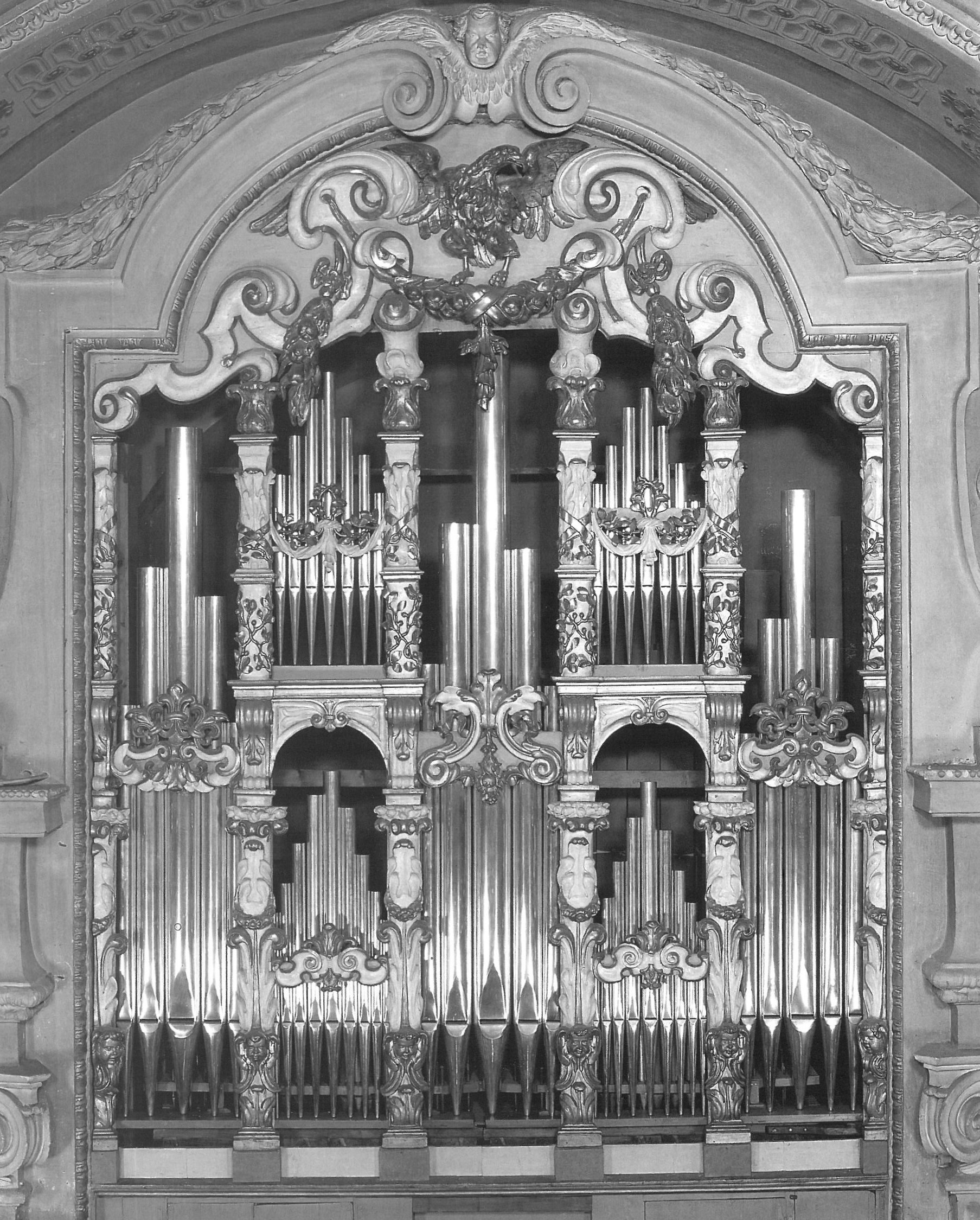
Organo della Chiesa di Sant'Agostino

Collocato in cantoria sulla navata “in Cornu Epistolae” e contenuto in un’elegante cassa lignea con fregi intagliati di Pellegrino Trevisi, l'organo della Chiesa di Sant'Agostino è stato costruito nel 1518-1519 dall'artigiano bresciano Gian Battista Facchetti, autore di altri importanti organi, tra i quali quello della chiesa di San Pietro di Modena. È stato ricostruito successivamente nel 1771 da Agostino Traeri. Danneggiato nel dopoguerra, è stato restaurato da Pierpaolo Bigi di Reggio Emilia nel 1999, il quale ha anche ricostruito tutte le canne di facciata. L’organo è dotato di una tastiera di 62 tasti (Do-1-Fa5 con prima ottava corta) e di una pedaliera di 18 pedali (Do-1-La2 con prima ottava corta; 12 note reali). Il restauro è stato curato dai Musei Civici di Modena e finanziato dalla Fondazione di Modena. Secondo gli studiosi, per l'antichità ed il numero delle canne che lo compongono, l'organo della Chiesa di Sant'Agostino è una rarità a livello europeo ed è uno strumento ideale per l'esecuzione e l'ascolto della letteratura organistica cinque-seicentesca.